# Wang Yani
Wang Ya-ni (chinesisch: 王亚妮; * 2. Mai 1975 in Gongcheng am Li) ist eine chinesische Malerin.

## Leben
Sie wurde als ältestes Kind des Kunstmalers Wang Shiqiang geboren und von ihm früh als Wunderkind entdeckt, als sie im Zoo Affen malte. Mit sechs Jahren durfte sie schon in Peking ausstellen und eine Briefmarke der chinesischen Post mit einer von ihr gemalten Äffin mit Kind erschien.
Später zeigte sie ihre Werke im asiatischen Ausland und das Institut für Auslandsbeziehungen vermittelte erste Ausstellungen in Deutschland, es folgten das Museum of National History in London, ein Jahr später zeigt die Smithsonian Institution in den Vereinigten Staaten ihre Werke in der Sackler’s Gallery in Washington, dann kommen das Asian-Art-Museum in San Francisco und im Nelson-Atkins Museum of Art in Kansas City. Mehrere Bücher wurden schon damals über sie geschrieben.
1993 machte sie ihr Abitur und lernte danach am Goethe-Institut Peking drei Semester Deutsch, um im Anschluss durch ein Jahresstipendium des Rotary Clubs 1996 zum Studium an der Akademie der Bildenden Künste München nach Bayern kommen zu können.
Sie hat ihren Stil zwar verändert, ihre Grundmotive kommen weiterhin aus der chinesischen Tradition: es sind Pflanzen, vor allem Bambus und Lotus.

## Familie
Wang Yani hat mit ihrem Mann, dem Künstler und Dozenten Wu Min-an, drei Kinder.